# Stadsplanering

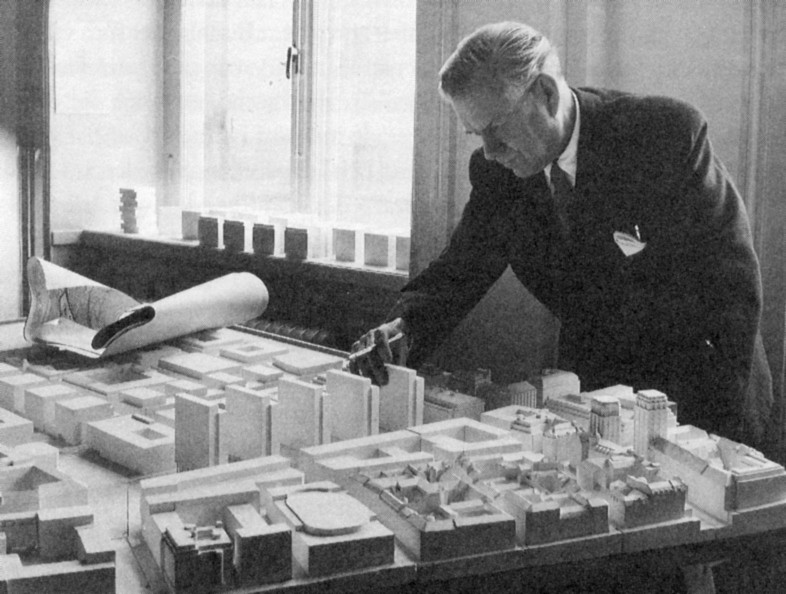
Stockholms stadsplanedirektör Sven Markelius omkring 1954 med en modell över Nedre Norrmalm och Hötorgscity.

Stadsplanering, även benämnd stadsbyggnad eller stadsreglering, är verksamheten att ordna och forma helheten av byggnader, gator och torg i tätbebyggelse. Stadsplanering i sin ursprungliga form avsåg att fastställa gränslinjer mellan byggnadskvarter och angränsande gator och vägar i ett tätt bebyggt område (till exempel i städer) för att långsiktig ordna bebyggelsen. Genom stadsplaneringen kunde man även undvika framtida konflikter mellan de berörda parterna.

## Terminologi
Ordet "plan" finns i många språk, förutom i svenska även bland andra i italienska, tyska, engelska och franska språket. I alla språk har ordet en dubbelmening. En plan kan vara en karta som visar hur ett område faktiskt ser ut eller det kan vara ett förslag på hur ett område kan utformas eller förändras i framtiden. Först under 1880-talets senare del började man göra skillnad mellan begreppen  "karta" och "plan".  Steget från att upprätta en plan till planering var konsekvent och att upprätta en plan över en tänkt framtida stad fick heta stadsplanering. Vid 1800-talets slut började i Sverige även den kommunala verksamheten med stadsplaneringen och med en lagstiftning som reglerade verksamheten.

## Stadsplaneringens utveckling

### Antiken

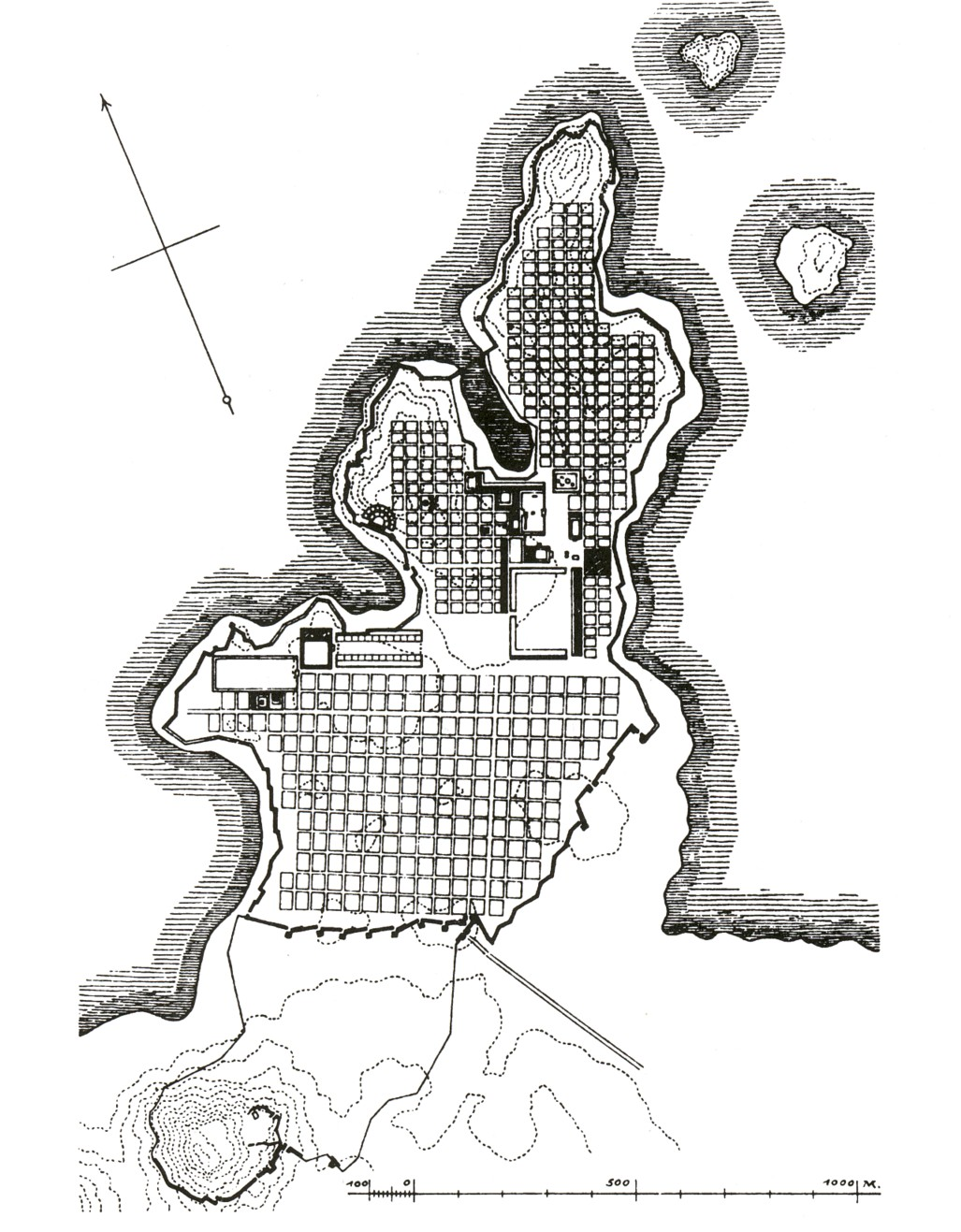
Rutnätsstaden Miletos

Medveten stadsplanering förekom redan i den indiska harappakulturen för 4000 år sedan. Arkeologiska fynd har visat att städerna Harappa och Mohenjo-Daro hade spikraka huvudgator. Den västerländska stadsplaneringen brukar ledas tillbaka till det antika Grekland. 
Den klassiska rutnätsplanen tillämpades första gången i den joniska staden Miletos, som hade förstörts i perserkrigen. Den grekiske arkitekten Hippodamos var verksam i Miletos vid mitten av 400-talet f.Kr. Han använde första gången en rutnätsplan vid återuppbyggnaden av staden. Han uppfattas därför allmänt som stadsplaneringens och rutnätplanens fader. Med en viss generalisering kan man säga att stadsplaneringens strävan efter enhetlighet och rätvinklighet karakteriserar nästan all planmässig stadsutbyggnad från Hippodamos till slutet av 1800-talet och började först ifrågasättas av den österrikiske arkitekten Camillo Sitte.
Under det romerska imperiet spreds det rätvinkliga stadsplanemönstert över Europa, främst till Italien och provinserna norr om Alperna. Romerska stadsplaner karakteriserades av nord-sydgående gatuaxlar (cardo maximus) och öst-väst gående gatuaxlar (decumanus maximus). I axlarnas snittpunkt låg stadens forum eller centralpalats. Systemet är väl bevarad i bland annat Florens, Verona och Bologna.

### Medeltid
Under 1200-talets början mångdubblades städerna norr om Alperna. Dessa anlades efter i förhand uppgjorda planer, som kännetecknades av rätvinkliga planer och enhetliga kvarter. Bland exempel från Tyskland kan nämnas Lübeck, Frankfurt an der Oder, Memel och Elbing. Sveriges medeltida städer som Visby och Stockholm tycks dock har uppstått efter geografiska/topografiska förutsättningar och inte genom en i förväg uppgjord planering. Undantag, som Sigtuna finns dock.  Vid 1300-talets mitt avtog stadsgrundningarna och stagnerade helt, delvis beroende på pestens härjningar.

### Från renässans till industrialism

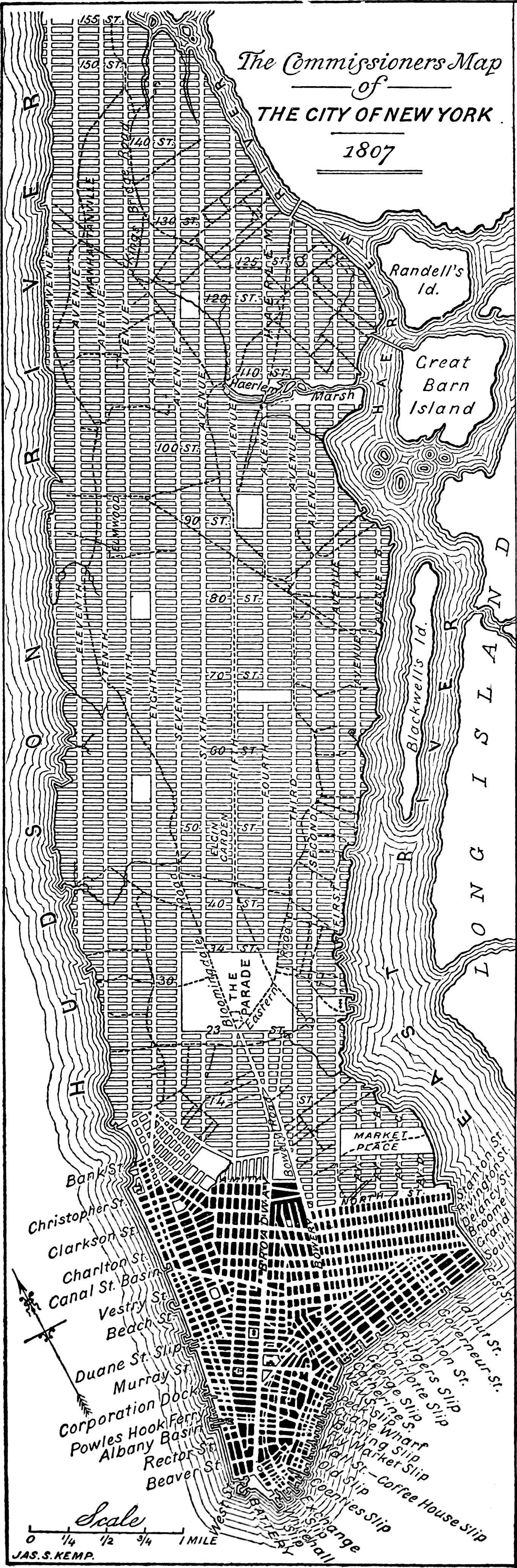
1807 års stadsplaneförslag för Manhattan som antogs 1811

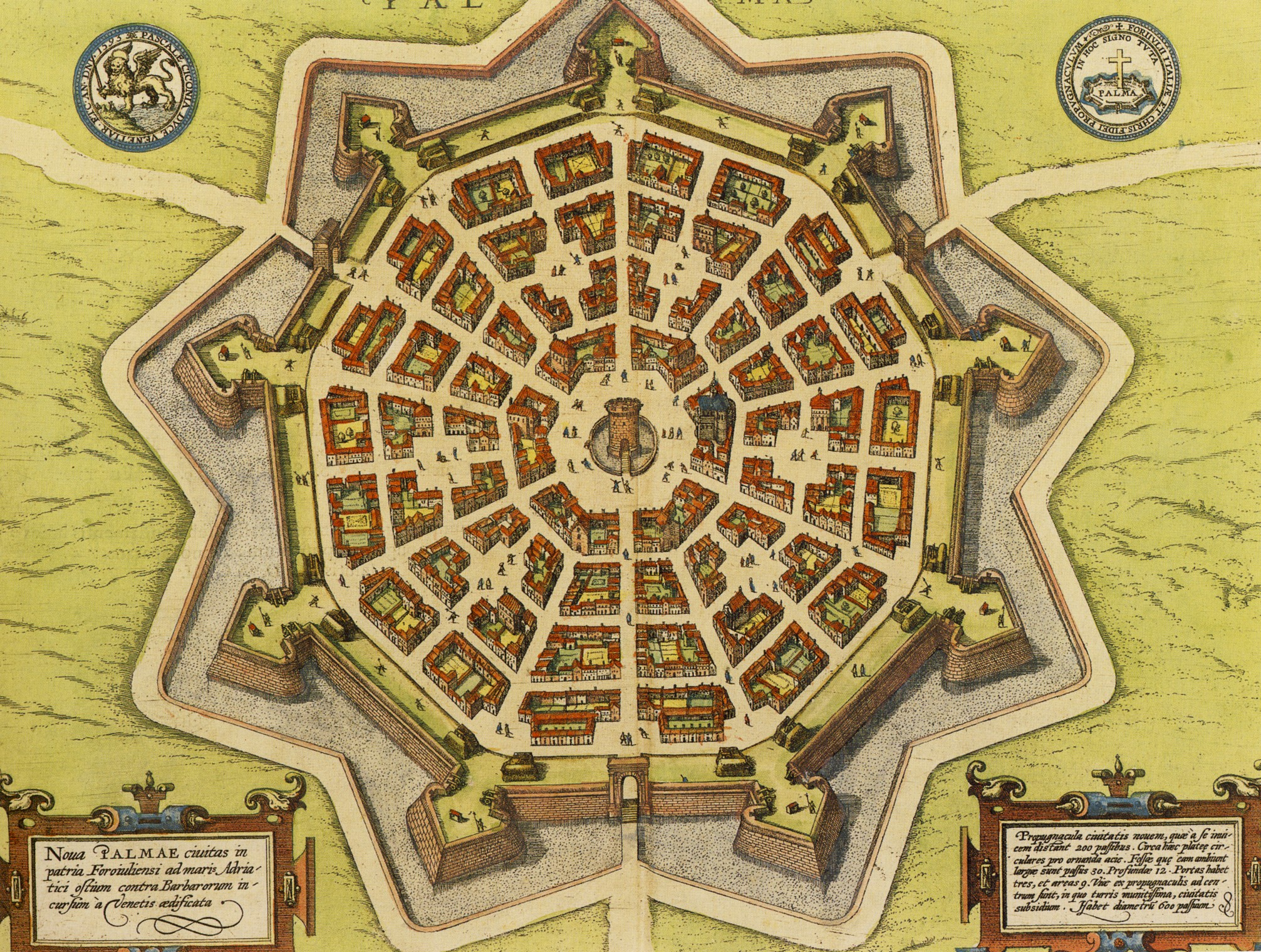
Radialstaden Palmanova

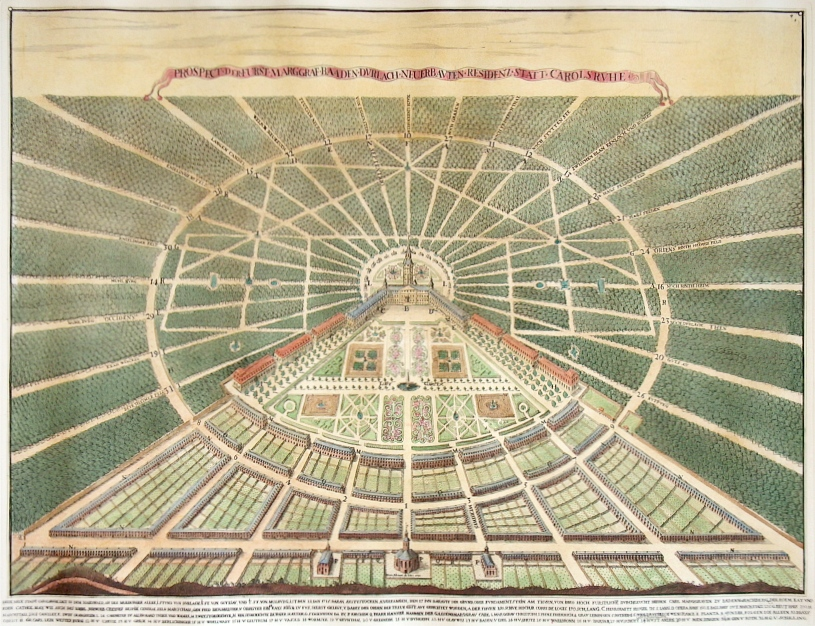
"Fächerstadt" Karlsruhe

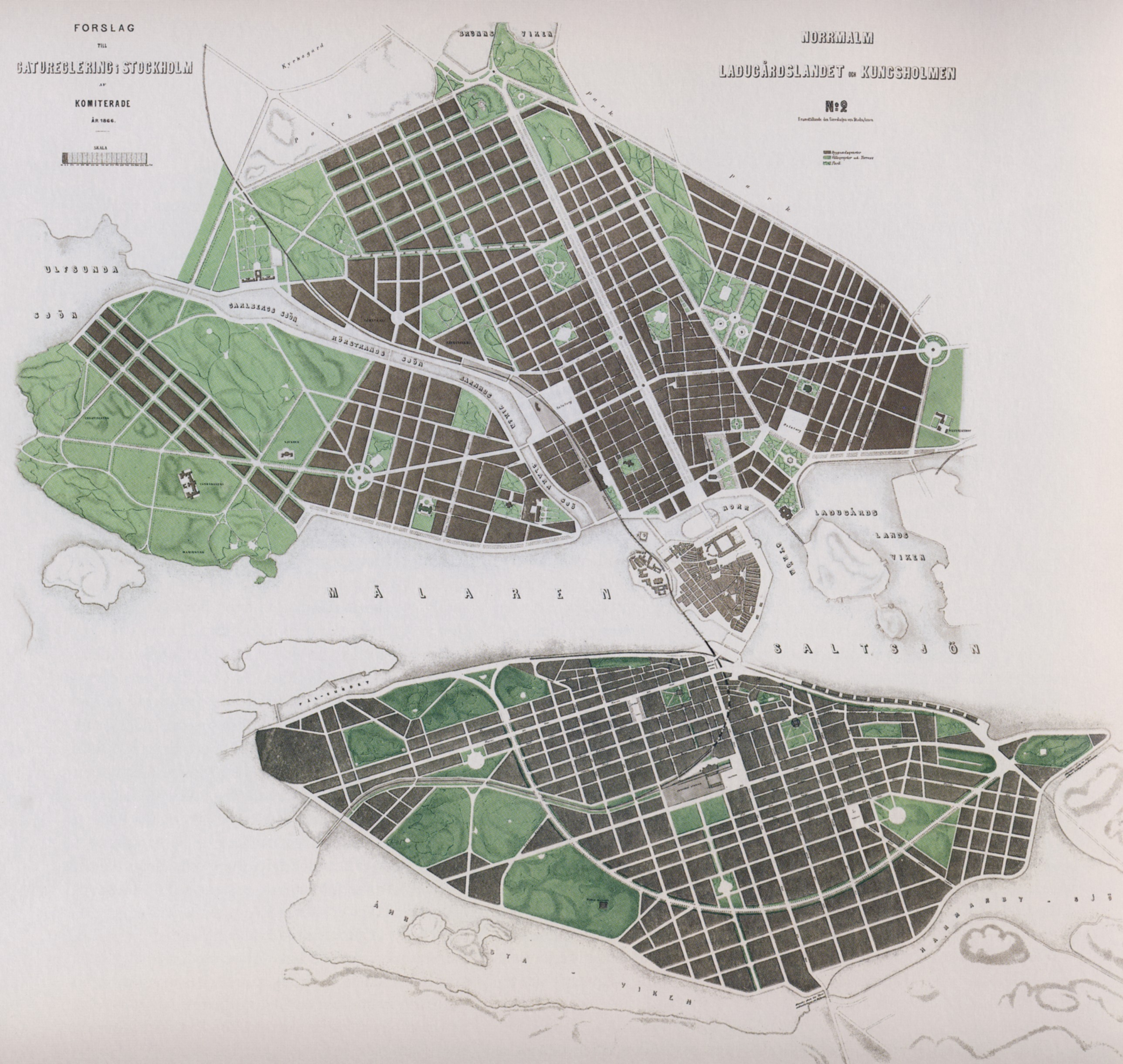
Lindhagenplanen för Stockholm

Modern stadsplanering i dagens mening uppstod under renässansen. Avgörande för den nya tidens planering var upptäckten av centralperspektivet. Stadsplanering koncentrerade sig i fortsättningen på städernas visuella intryck. Radialplanen var ett sätt att ge staden både estetiska och praktiska kvalitéer. Idéerna omsattes i idealstaden Palmanova som uppfördes i slutet av 1500-talet. Palmanova var en fästningsstad som fick en radialplan med gator som strålar ut från ett centralt torg och tvärgator som bildar koncentriska ringar. Det gav inte bara estetiska fördelar utan även praktiska, främst snabb kommunikation mellan stadens centrum och alla delar på det omgivande stjärnfortet. Radialplan med stjärnfort realiserades bara vid några få nygrundningar. Även rätvinkliga gatunät med rutnätsplaner förekom bland idealprojekten. 
Under 1500-talets senare del formulerades krav på en representativ huvudgata. Den skulle vara rak och ha en blickpunkt i form av en viktig byggnad eller ett monument. En konsekvent vidareutveckling tillämpades i tyska staden Karlsruhe som projekterades i början av 1700-talet. I Karlsruhe är det så många som 32 avenyer som likt solstrålar utgår från slottsbyggnadens torn. Hela anläggningen liknar en cirkulär radialplan, men med rektangulära kvarter längre ut från centrumets mitt. Själva staden ligger inom av en fjärdedel av cirkeln, tre fjärdedelar utgörs av en jaktpark. Staden liknar en solfjäder och Karlsruhe har därför även binamnet "Fächerstadt" (solfjäderstaden).
Även i 1700-talets Stockholm fanns planer på en huvudgata utformad som en siktaxel. Gustav III hade visioner om Sveavägen som en stor och bred esplanadliknande gata från Stockholms slott ända upp till Brunnsviken, för att visuellt sluta i Stora Haga slott (Haga slottsruin). Planen blev aldrig förverkligad men Sveavägen som en nord-sydlig huvudaxel fanns kvar i Stockholms stadsplanering ända till 1940-talet.
Vid den snabba stadsutbyggnaden som följde i mitten av 1800-talet med den industriella revolutionen i Europa var rutnätsplanen fortfarande det dominerande mönstret. Idégivare, även för svenska stadsplanerare, var de stora kejsarstäderna på kontinenten, S:t Petersburg, Wien, Paris och Berlin, där Ringstraße i Wien och Georges-Eugène Haussmanns boulevarder i Paris blev förebilder. Stadsplanerna för dessa städer byggde på en klassicistisk tradition med rätvinkliga kvarter inordnade i ett storskaligt system av gatuaxlar och stjärnformiga platsbildningar kombinerat med ringformade boulevarder.
I Sverige var Albert Lindhagen starkt influerad av Haussmanns stadsplaneidéer för omdaningen av Paris. Han var ledande bakom den efter honom uppkallade Lindhagenplanen som utarbetades på 1860-talet för Stockholm.
Exempel för rutnätsstaden finns även i USA, där Manhattans stadsplan, som antogs 1811 visar förbluffande likheter med Miletos stadsplan som anlades cirka 2200 år tidigare. Kommissionen som hade utarbetat Manhattans rätvinkliga gatusystem anförde som utslagsgivande skäl att denna möjliggjorde de bekvämaste och billigaste husen. Aristoteles sade ungefär detsamma när han på 300-talet f.Kr. kommenterade Hippodamos idéer.
Mot slutet av 1800-talet formulerades nya stadsplaneidéer.  Det var dels den österrikiske arkitekten  Camillo Sitte som hade tröttnat på regelbundenheten och pläderade för en mjukare, terränganpassad stadsplanering och dels hans engelska kollega Ebenezer Howard som framförde sitt koncept med trädgårdsstäder. Därmed avslutades ett stadsplaneideal som hade påverkat planerare ända sedan antiken.

### Modernismen

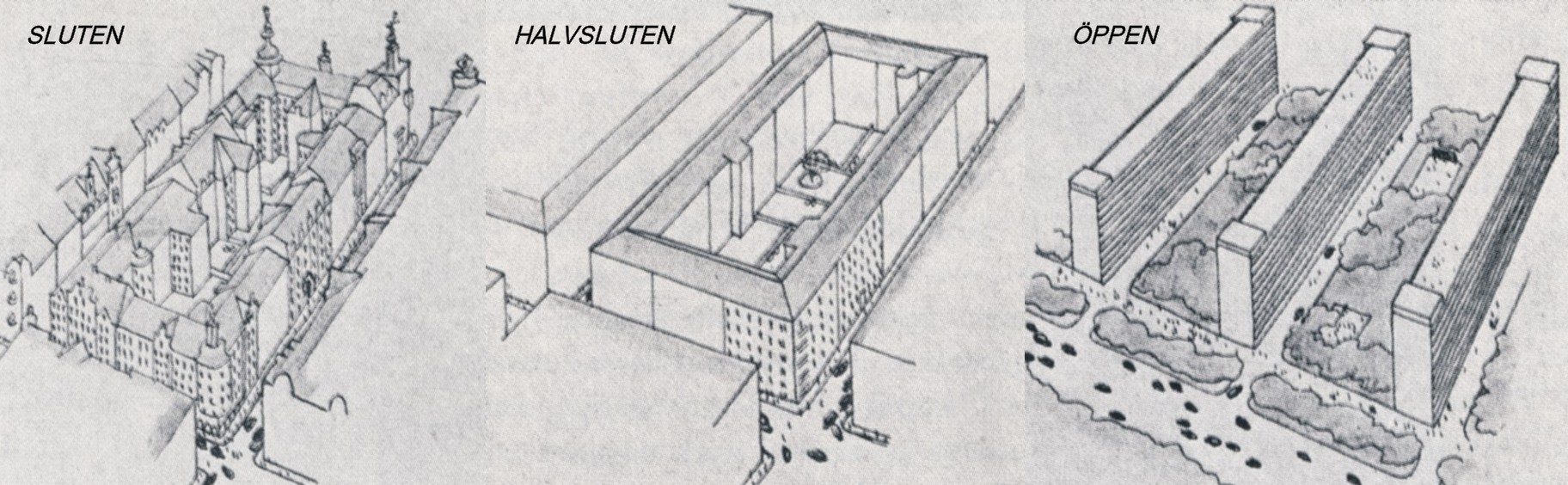
Slutna, halvslutna och öppna stadskvarter, ur acceptera 1931

På 1920-talet började stadsplaneringen influeras av modernismen.  I Sverige kom trenden något senare och fick sitt genombrott i och med Stockholmsutställningen 1930. Idéerna hade bland annat formulerats av Le Corbusier och innebar att de trånga, slutna stadskärnorna skulle ersättas med en öppen bebyggelse som tillät luft och ljus att tränga in. Det uppnådde han genom stora, parallellt ställda lamellhus med grönområden däremellan. 
Den första större manifestationen av den funktionalistiska stadsplaneringen och arkitekturen blev Weissenhofsiedlung i Stuttgart  som uppfördes 1927 under ledning av Ludwig Mies van der Rohe. Här deltog bland annat  Josef Frank, Le Corbusier, Hans Poelzig, Peter Behrens och Walter Gropius. En tidig anhängare av modernismens stadsplanering var svensken Sven Markelius  (stadsplanedirektör i Stockholm under åren 1944-54). På en studieresa i Tyskland 1927 besökte han även Weissenhofsiedlung och där träffade han Walter Gropius. Båda blev goda vänner och deras kontakter skulle bestå länge. Le Courbusier och Gropius skulle påverka Markelius' arbeten under många år framöver
Det mest kända exemplet på en hel modernistisk stadsplan och bebyggelse är Brasiliens huvudstad Brasília, anlagd mellan 1956 och 1960.

### Satellitstad, ABC-stad och drabantstad

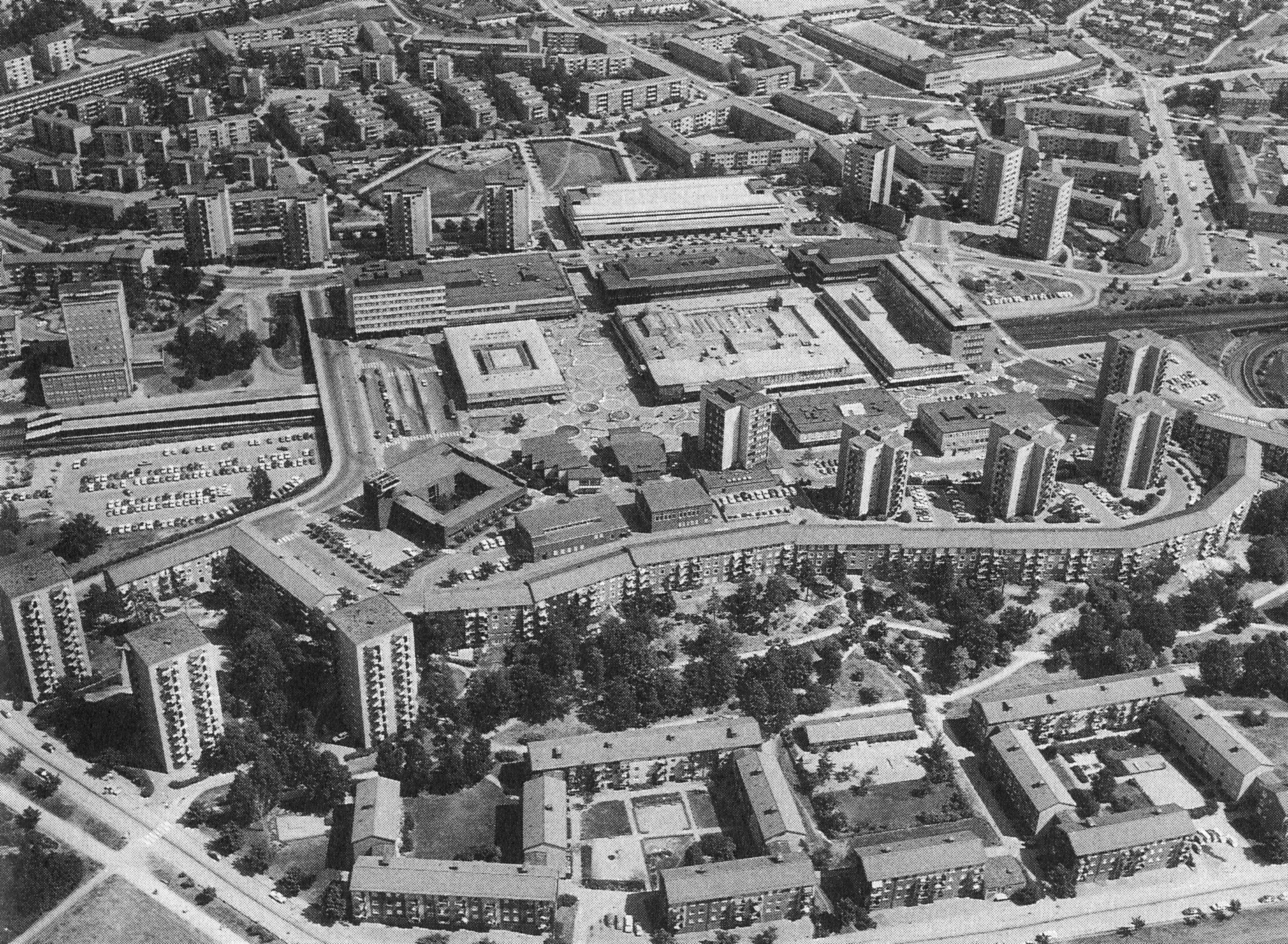
Vällingby från luften, 1960-tal

På 1940- och 1950-talen ansåg många stadsplanerare att städerna inte längre kunde bebyggas med fler nya bostäder, de var helt enkelt färdigbyggda. Då föddes idén att anlägga så kallade satellitstäder, alltså självständiga stadsbildningar som likt satelliter ligger kring en storstad och som enbart förvaltningstekniskt är beroende av storstaden. Satellitstaden förfogar över arbetsplatser samt kulturella och sociala inrättningar för sina invånare, till exempel skolor, sjukhus, kyrka, myndigheter, inköpsmöjligheter och förströelse. I Sverige kallas satellitstad ibland för ABC-stad, där A står för Arbete, B för Bostad och C för Centrum. Exempel på Sveriges första ABC- eller satellitstad är Vällingby med Vällingby Centrum (1952-56). Stadsplanen hade utarbetats av Sven Markelius och väckte stort internationellt intresse.
En enklare variant är drabantstaden även kallad "sovstad", i England känd som "bedroom community" eller "bedroom suburb". Den är mindre självständig och saknar många kulturella och sociala inrättningar. Sovstaden kan därför upplevas som innehållslös och tråkig. Många förorter som uppstod inom ramen för miljonprogrammet utgör exempel på svenska sovstäder, däribland Tensta och Rinkeby i Stockholm. Bland internationella exempel kan nämnas Marzahn i Berlin och Stevenage i närheten av London.

## Dagens stadsplaneideal
Howards stadsplaneideal var aldrig "ute" men Sitte var mer eller mindre bortglömd efter 1920-talet. Hans idéer återupptäcktes dock på 1970-talet, efter en period av modernistisk, rationalistisk estetik. Idag uppfattas han allmänt som den store auktoriteten inom konstnärlig stadsplanering. Sittes och Howards skrifter är idag lika aktuella som när de första gången publicerades på 1800-talets slut.
Sedan några år har en ny aspekt kommit in i stadsplaneringen; att skapa förutsättningar för ett ekologiskt hållbart och energisnålt samhälle. Den nya stadsdelen Norra Djurgårdsstaden i Stockholm skall ingå i det så kallade "Climate positive development program". Detta innebär att ett fokus kommer att ligga på klimatsmarthet och att internationell hjälp med tekniska lösningar och finansiering för detta ändamål kan erhållas när utbyggnaden sker. Och som ett exempel från Malmö visar deltar numera inte bara avlönade specialister i ett sådant arbete utan även partipolitiskt obundna grupper som arbetar ideellt.

## Stadsplaneringsprocessen i Sverige
Fram till införandet av  1987 års Plan- och bygglag (ÄPBL) kallades detaljplanering inom tätort för stadsplan, ett begrepp som inte längre används vid nya planer även om många stadsplaner alltjämt gäller på samma sätt som detaljplaner. Detaljplanen innehåller juridiskt bindande bestämmelser för var man får bygga, vad byggnader och mark- eller vattenområden skall användas till. I planen anges byggnadshöjder, byggnaders utformning i stora drag. Byggrätten i detaljplanen anger den maximala grad av bebyggelse som tillåts på en plats. Detaljplanen styr bland annat bygglov. Bygglov med mindre avvikelser från detaljplanen är dock möjliga genom politiska beslut efter att berörda grannar fått tillfälle att lämna synpunkter. En detaljplan tas fram genom planprocessen.

## Artiklar om lokal stadsplanering
- Stadsplanering i Finland
- Stadsplanering i Sverige
  - Stadsplanering i Göteborg
  - Stadsplanering i Stockholm
    - Stadsplanering i Gamla stan